# Julie Gayet
Julie Gayet (Suresnes, 3 de junho de 1972) é uma atriz francesa e produtora de cinema que trabalhou em várias séries de televisão e em vários filmes. Gayet é mais conhecida por seus papéis em filmes como "Só Um Beijo" e "Delphine 1, Yvan 0".

## Biografia
Aos 17 anos foi estudar em Londres para um estágio com Jack Waltzer no Actors Studio. Em seguida, ela estudou na escola de circo Fratellini e estudou canto lírico com Tosca Marmor. Ela também fez faculdade de história da arte e psicologia.
Em 1993, ela fez sua participação de estreia do filme Trois couleurs: Bleu.
Em 1994, ela conseguiu seu primeiro grande papel em As Cento e Uma Noites de Agnès Varda. Em 1996, ela foi a estrela do filme Delphine 1, Yvan 0.
Em 1997 foi premiada com o Prêmio Romy Schneider por sua atuação em Sélect Hôtel.

## Vida pessoal
Em 2003, ela se casou com o cineasta Santiago Amigorena, com quem teve dois filhos. Atualmente estão divorciados.
No início de 2013, houve um boato de que Gayet manteve um relacionamento com o presidente da França, François Hollande. Em março de 2013, insistiu uma ação contra X por "atacar a vida privada". Em 10 de janeiro de 2014, a revista Closer publicou um relatório que vai retirar do site as publicações referentes à vida pessoal da atriz, embora ela tenha um relacionamento com o presidente francês, François Hollande desde janeiro de 2014.

## Prêmios
Prêmio Romy Schneider
- Prêmio por seu papel em Sélect Hôtel: 1997.[3]

## Filmografia

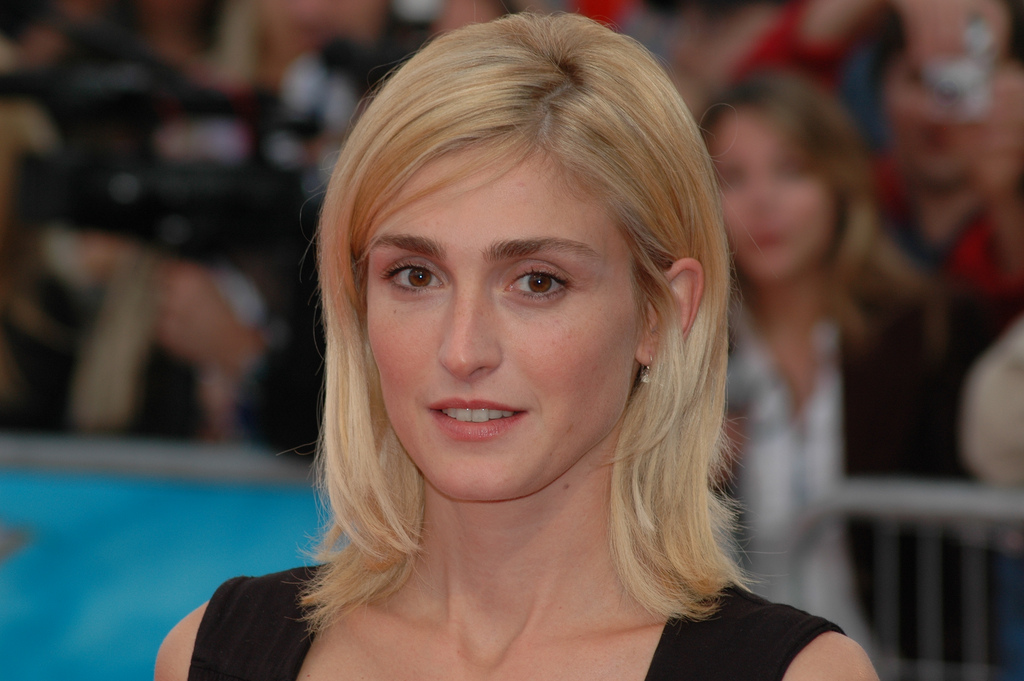
Julie Gayet no Festival de Cinema Americano de Deauville em 2007.

### Filmes
- (1993) Trois couleurs: Bleu (A Liberdade É Azul)[4]
- (1993) The Little Apocalypse
- (1993) À la belle étoile
- (1994) 3000 scénarios contre un virus
- (1994) L'Histoire du garçon qui voulait qu'on l'embrasse
- (1995) As Cento e Uma Noites
- (1996) Sélect Hôtel
- (1996) Delphine 1, Yvan 0
- (1996) Les Deux Papas et la Maman
- (1996) Les Menteurs
- (1998) Sentimental Education
- (1998) Ça ne se refuse pas
- (1998) Le Plaisir (et ses petits tracas)
- (1999) Paddy
- (1999) Why Not Me?
- (2000) La Confusion des Genres
- (2000) Les Gens qui s'aiment
- (2000) Nag la bombe Rosine, la serveuse
- (2001) Vertiges de l'amour
- (2002) Après la pluie, le beau temps
- (2002) Novo
- (2002) Un monde presque paisible
- (2002) Chaos and Desire
- (2002) Ma Caméra et moi
- (2003) Lovely Rita, sainte patronne des cas désespérés
- (2004) Ce qu'ils imaginent
- (2004) Clara et moi
- (2005) Camping à la ferme
- (2005) Bab el web
- (2006) A Woman in Winter
- (2006) Le Lièvre de Vatanen
- (2006) My Best Friend
- (2006) De particulier à particulier
- (2007) Shall We Kiss?
- (2007) Les Fourmis rouges
- (2008) Childhoods
- (2009) Eleanor's Secret
- (2010) Sans laisser de traces
- (2010) Pièce montée
- (2010) 8 fois debout
- (2011) L'Art de séduire
- (2011) The Shape of Art to Come
- (2011) Carré blanc
- (2011) Practical Guide to Belgrade with Singing and Crying
- (2012) After
- (2012) Au cas où je n'aurais pas la palme d'or
- (2012) Nos plus belles vacances
- (2013) Les Âmes de papier
- (2013) Quai d'Orsay

### Televisão
- (1992) Premiers baisers
- (1994) Ferbac
- (1994) La Vie de Marianne
- (1997) Maítre Da Costa
- (2001) Sang d'encre
- (2004) 3 garçons, 1 fille, 2 mariages
- (2005) Les Rois maudits
- (2006) Le Rainbow Warrior
- (2007) Le Légende des trois clefs
- (2007) Elles et Moi
- (2010) Famille décomposée
- (2010) Clandestin
- (2011) V comme Vian
- (2011) Amoureuse
- (2011) J'étais à Nüremberg
- (2012) Emma
- (2013) Odysseus
- (2013) Alias Caracalla
- (2014) Ça va passer... Mais quand?

### Curta-metragem
- (1996) Sans transition
- (1996) Vive le cinéma!
- (1996) 15 sans billets
- (1997) Pédagogie
- (1997) Play
- (1998) Je ne veux pas être sage
- (1998) Baby Blues
- (2003) Rêver
- (2006) Un secret derrière la porte
- (2007) Fin
- (2009) Le Petit Homme bleu
- (2009) Une dernière cigarette
- (2009) De plaisir

### Como produtora
- (2009) 8 fois debout - Coprodutora
- (2009) Fix Me - Coprodutora
- (2010) Dowaha - Coprodutora
- (2011) Bonsai - Coprodutora

### Videoclipes
- (2007) Laisse aboyer les chiens - por Benjamin Biolay
- (2007) Dans la Merco Benz - por Benjamin Biolay
- (2007) Qu'est-ce que ça peut faire - por Benjamin Biolay